# West Side Story
 "West Side Story" omdirigeres hertil. For filmen af samme navn, se West Side Story (film).
West Side Story er en amerikansk musical fra 1957 med musik af Leonard Bernstein, sangtekster af Stephen Sondheim, manuskript af Arthur Laurents samt dramatisering og koreografi ved Jerome Robbins. Den er især berømt for sin omfattende anvendelse af dans som det fortællende element, Leonard Bernsteins musik og den tragiske slutning, der adskiller musicalen fra de fleste samtidige amerikanske teaterstykker og film. Handlingen er en fri fortolkning af William Shakespeares teaterstykke Romeo og Julie, og udspilles i et fiktivt bandemiljø i 1950'ernes New York. Titlen refererer til west side af Manhattan.
Omdrejningspunktet i musicalen er kærlighedshistorien mellem Tony og Maria. Tony er med i ungdomsbanden Jets, og han forelsker sig i Maria, hvis bror er lederen af den rivaliserende puertoricanske bande Sharks. De to unge forsøger at stoppe hadet mellem de to bander. Det lykkes dog ikke, og historien ender med flere dræbte i begge bander.
Leonard Bernsteins musik til West Side Story er blevet særdeles populær. Blandt de mest kendte sange kan nævnes: "Maria", "America", "Tonight", "Something’s Coming" og "I Feel Pretty". West Side Story havde premiere på Broadway den 26. september, 1957, og blev opført 732 gange, inden den drog på turné i hele USA. Efterfølgende blev den nyopført i London i England, og i 1961 blev den indspillet som film. Siden er den blevet opført utallige gange verden over.